# Tunnel sous l'Euphrate
Le tunnel sous l'Euphrate est un tunnel de 929 mètres qui aurait relié deux parties de la ville de Babylone séparée par l'Euphrate, dans l'ancienne Mésopotamie. Dans son ouvrage la bibliothèque historique, Diodore de Sicile décrit sa construction, qui daterait de 2180 à 2160 av J.-C. selon les archéologues. Ses ruines n'ont cependant pas encore été découvertes.
Il n'y aurait pas eu d'autre tentative de construction de tunnel situés dans l'eau avant que Marc Brunel ne réalise le tunnel sous la Tamise au début du XIXe siècle.

## Caractéristiques
Pour réaliser cet ouvrage, un barrage temporaire aurait été créé de l'autre côté de l'Euphrate avant le début des travaux. Le tunnel aurait ensuite été construit selon la méthode de « tranchée couverte ». Les parois auraient été faites de brique rendues imperméables grâce à du bitume.
Le tunnel aurait une hauteur de 12 pieds et une largeur de 15 pieds. On suppose qu'il était utilisé par des personnes à pieds et des chariots attelés, et qu'il reliait le palais royal à un important temple situé de l'autre côté du fleuve.

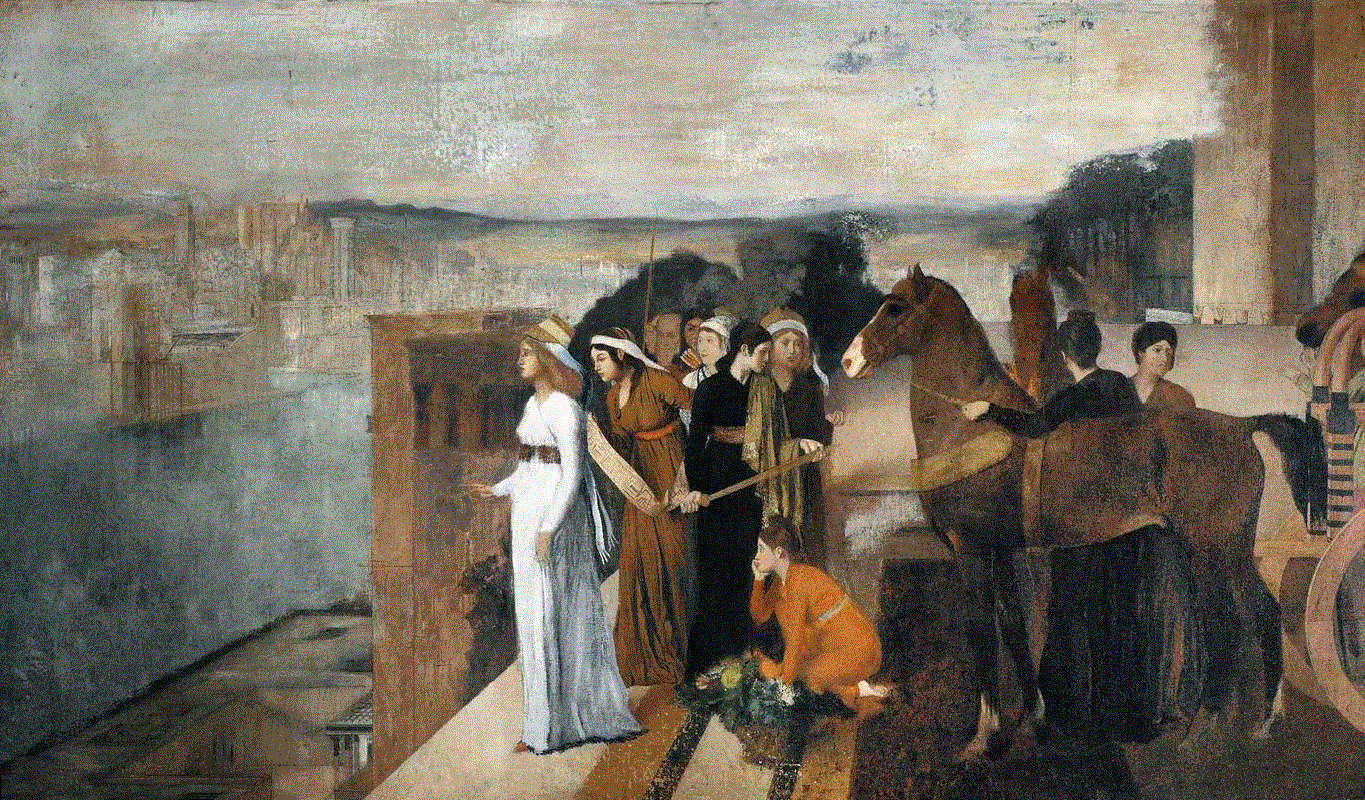
Edgar Degas, Sémiramis construisant Babylone (Musée d'Orsay, Paris)

## Description
Le tunnel aurait été construit et utilisé par la reine Sémiramis, selon la description faite par Diodore de Sicile (Ier siècle av. J.-C. dans la bibliothèque historique :
« Elle choisit ensuite le lieu le plus bas des environs de Babylone pour y faire creuser un lac carré de trente‑cinq pieds de profondeur et dont chaque côté avait trois cents stades de long ; il était revêtu partout d'un mur de brique de bitume. On y fit entrer le fleuve pendant qu'on exécutait une autre entreprise qu'elle avait conçue : c'était de bâtir une galerie sous l'eau. Les murs qui la formaient, enduits en dedans d'une couche de bitume de six pieds d'épaisseur, avaient vingt briques de large et douze pieds de haut jusqu'à la naissance de la voûte et l'intérieur de sa galerie avait quinze pieds de largeur. Tout ce travail fut achevé en deux cent soixante jours après lesquels la reine fit ramener le fleuve dans son lit ordinaire. Ainsi ses eaux couvrant la galerie, Sémiramis allait d'un de ses palais à l'autre par-dessous le fleuve. Elle fit former cette galerie de portes d'airain qui subsistaient encore sous le règne des Perses. »
— Diodore (traduction de J. Terrasson en 1737), Bibliothèque historique, livre 1
Philostrate (IIIe siècle apr. J.-C.) décrit également la construction du tunnel dans son ouvrage Apollonius de Tyane. Sa vie, ses voyages, ses prodiges :
« L'Euphrate traverse [Babylone] et la coupe en deux parties à peu près égales; sous le lit de ce fleuve il y a une galerie souterraine, qui fait communiquer ensemble secrètement les habitations royales qui sont sur les deux rives. On dit qu'une ancienne reine de Babylone, Mède de naissance, joignit ainsi les deux rives du fleuve par des moyens jusqu'alors inconnus. Elle fit amasser sur les rives des pierres, du cuivre, de l'asphalte, et tout ce dont se servent les hommes pour les constructions exposées à l'eau. Le fleuve fut ensuite détourné dans un lit provisoire, et, l'ancien lit étant resté à sec, on creusa un fossé de deux brasses, afin qu'on pût par là, comme par terre, pénétrer dans les palais des deux rives; la voûte de cette galerie fut faite de niveau avec le fond du lit de l'Euphrate; puis, quand les fondations et les murs furent terminés, comme le bitume a besoin d'eau pour prendre la solidité de la pierre, l'Euphrate fut ramené dans son lit, au-dessus de cette voûte encore humide, et la galerie prit consistance. »
— Philostrate (traduction de A. Chassang en 1862), Apollonius de Tyane. Sa vie, ses voyages, ses prodiges, livre 1